# 나가사키 세인츠
나가사키 세인츠(일본어: 長崎セインツ)는 일본 프로야구 독립리그인 시코쿠 규슈 아일랜드 리그의 팀으로 2008년 창단되었으며 홈구장은 나가사키 빅N 스타디움이다.